# 古代文學
文學的歷史開始與書寫的歷史一起開始於青銅器時代的美索不達米亞和古埃及，但是流傳至今的最古老的文學文本已經是書寫發明後一千多年，也就是西元前第三千紀的晚期的事了。已知的最早文學作品作者是西元前二十四世紀的普塔霍特普及西元前二十三世紀的安海度亞娜。普塔霍特普是埃及第五王朝法老杰德卡拉的顧問，也是一位哲學家。普塔霍特普格言據推測是他的作品，收集成書於西元前2350年左右。安海度亞娜是一位約在西元前二十三世紀時的月神南納的女祭司，有一些蘇美語的聖歌被認為是她的作品。
一些文本在被記錄下來之前已經以口頭方式流傳數個世紀了，在一些案例裡，甚至上千年。古典古代文學通常被認為始於西元前八世紀的荷馬。有許多更古老的已知的文學文本，但是通常很難判定年代。例如一般通常認為希伯来聖經的五經成於西元前十五世紀，然而現代的學者則認為最早不早於西元前十世紀。另一個早期的例子是約在西元前250年時寫在阿尼紙莎草上的埃及的死者之書，大約可以回溯到西元前十八世紀。